# Édouard Welvert
Marie Joseph Édouard Welvert, né le 30 octobre 1884 à Thionville et mort pour la France en Tunisie le 10 avril 1943, est un général de division français.
Il est grand-croix de la Légion d'honneur.

## Biographie
Il est né en Lorraine. Sa famille s'installe à Paris, son père, Eugène Nicolas Welvert, y travaillant comme conservateur aux Archives nationales. En 1905, il intègre l'École polytechnique. En 1907, il est muté au 25e régiment d'artillerie comme sous-officier. En 1908, il rejoint l'École de l'artillerie et, par la suite, le 12e régiment d'artillerie. En 1911, il sert dans le 68e régiment d'artillerie d'Afrique au Maroc.
Durant la Première Guerre mondiale, il rejoint le 26e régiment d'artillerie. Il est blessé à trois reprises. Il est promu capitaine le 15 mai 1915. En 1915, il rejoint le 25e régiment d'artillerie, il est blessé à Verdun le 27 mai 1916. Il reçoit la Légion d'honneur. Il est promu chef d'escadron le 31 octobre 1917.
En 1919, il est envoyé à Francfort et à Berlin. 
En 1927, il est en Algérie française comme major. En 1933, il est à Nancy où il commande le 510e régiment de chars de combat. Il est promu lieutenant-colonel en 1934 et colonel le 24 juin 1937.
Il rejoint la VIe armée avec le grade de général de brigade le 9 septembre 1939 et enfin général de division le 20 août 1941.
Du 15 novembre 1942 au 10 mars 1943, il commande la 3e division d'infanterie algérienne de Constantine durant la campagne de Tunisie avec les forces armées des États-Unis. Il s'empare de Tébessa, puis de Gafsa, Sbeitla et Faïd.
En janvier 1943, il passe sous commandement de la 12e corps d'armée US. En février 1943, sa division est encerclée à Dernaia.
Il décède dans sa voiture de service, victime d'une mine anti-char, le 10 avril 1943, vers Koudiat-el-Bohli, au nord d'Haffouz, au Djebel Ousselat.
Il est élevé à la dignité de grand-croix de la Légion d'honneur à titre posthume.
Son corps repose à la nécropole nationale de Sigolsheim.

## Famille
Le lieutenant Michel Welvert, fils du général, est mort en service aux commandes de son P47 au-dessus de la commune de Neurey-lès-la-Demie le 10 février 1945. Son corps repose à la nécropole nationale de Sigolsheim (Tombe K-3-67), à côté de celui de son père (Tombe K-3-68).

## Mémoire

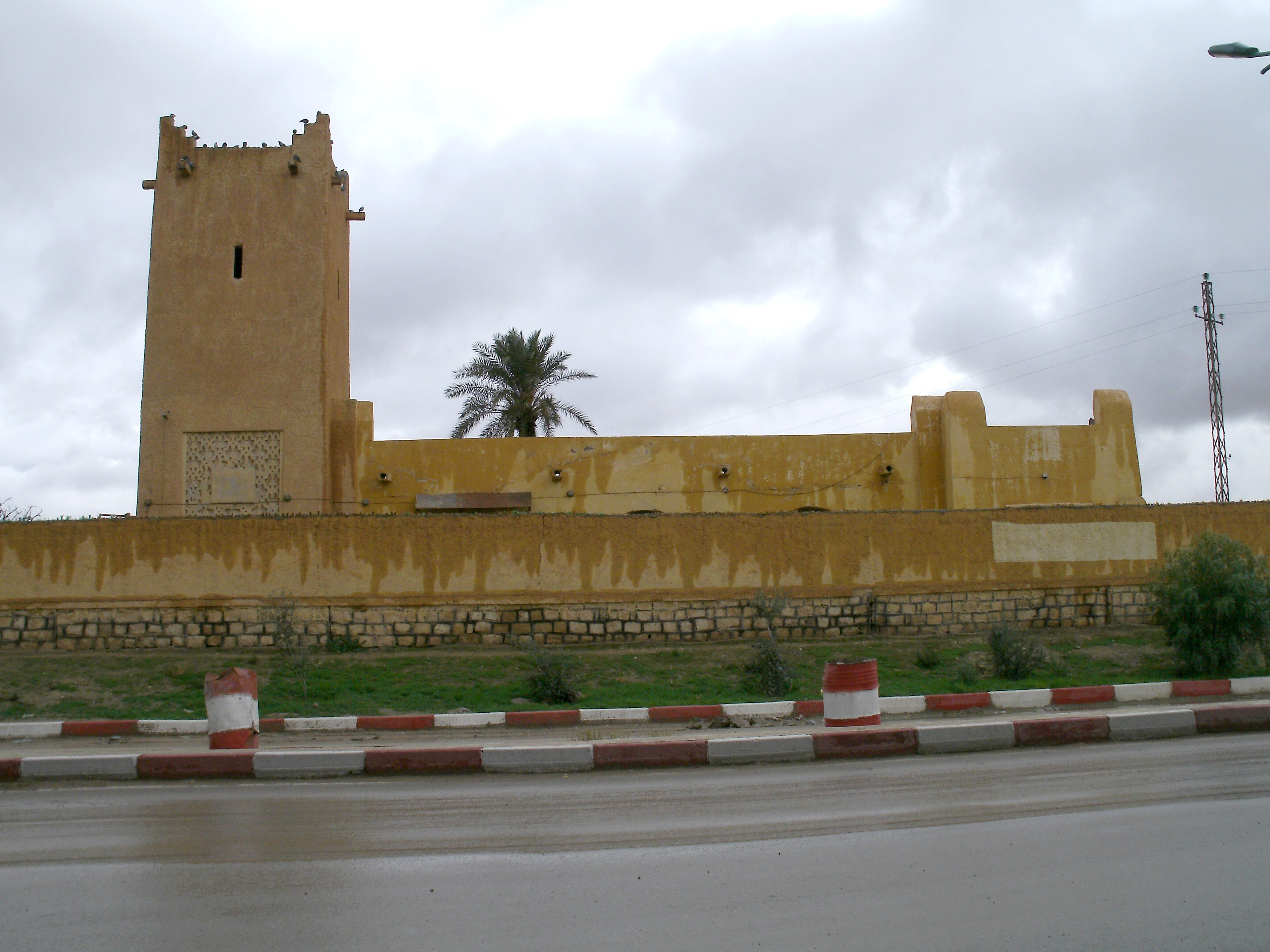
Le Bordj-Welvert.

En France métropolitaine, quelques communes ont donné le nom de général Welvert à une voie communale, telles Le Chesnay ou Thionville.
En Algérie, le général Giraud baptisa Bordj-Welvert (Fort-Welvert) un poste-relais au carrefour de la Rocade Sud et de la route nationale Alger-Biskra à Aïn El Hadjel (RN 40 / RN 8].